# Mark Burg
Pour les articles homonymes, voir Burg.
Mark Burg est un producteur américain.

## Biographie
Mark a été président de l'île des images au début des années 1990 et a produit de nombreux films tels que Basketball Diaries en 1995, The Sandlot, The Cure, et a donné à Halle Berry son premier grand rôle, dans Strictly Business (1991). Dans la fin des années 1990, avec son partenaire de production de Oren Koules, Il a créé Evolution Entertainment (en) à produire des films et de télévision et gère des auteurs, réalisateurs et acteurs. En 2004, avec Oren et la fin des années Gregg Hoffman (en), a créé la société de production Twisted Pictures (en) qui se concentre principalement sur le développement et la production de la saga Saw. Mark et Oren ont reçu le ShoWest Award en 2007.

## Vie personnelle
Mark Burg est juif. Il était marié à l'actrice Troy Beyer et ils eurent un fils. Il n'est fiancé avec Betsy Russell; il a épousé Shainaz Donnelly en 2011.

## Filmographie
- 1986 : Charlie Barnett's Terms of Enrollment
- 1987 : L'Amour ne s'achète pas (Can't Buy Me Love) de Steve Rash
- 1988 : Duo à trois (Bull Durham) de Ron Shelton
- 1991 : L'École des héros (Toy Soldiers) de Daniel Petrie Jr.
- 1991 : Strictly Business de Kevin Hooks
- 1993 : Le Gang des champions (The Sandlot) de David Mickey Evans
- 1994 : Radio Rebels (Airheads) de Michael Lehmann
- 1995 : The Little Death
- 1995 : The Cure de Peter Horton
- 1996 : Spoof Movie (Don't Be a Menace to South Central While Drinking Your Juice in the Hood) de Paris Barclay
- 1996 : Eddie de Steve Rash
- 1997 : B*A*S*P de Robert Townsend
- 1997 : Trop de filles, pas assez de temps (Def Jam's How to Be a Player) de Lionel C. Martin
- 1998 : The Gingerbread Man de Robert Altman
- 1998 : Body Count
- 1999 : Black and White de James Toback
- 2000 : Lockdown de John Luessenhop
- 2001 : Le Courtier du cœur (Good Advice) de Steve Rash
- 2001 : Diary of a Sex Addict
- 2002 : Run Ronnie Run! (en) de Troy Miller
- 2002 : John Q de Nick Cassavetes
- 2003-présent : Mon oncle Charlie (Two and a Half Men) (série télévisée)
- 2003 : Dude... We're Going to Rio
- 2003 : L'Amour n'a pas de prix (Love Don't Cost a Thing)
- 2004 : Saw de James Wan
- 2004 : The Casino (série télévisée)
- 2005 : Saw 2 (Saw II) de Darren Lynn Bousman
- 2004 : Love, Inc. (série télévisée)
- 2006 : Saw 3 (Saw III) de Darren Lynn Bousman
- 2007 : Catacombs de Tomm Coker et David Elliot
- 2007 : Dead Silence de James Wan
- 2007 : Saw 4 (Saw IV) de Darren Lynn Bousman
- 2008 : Chain Letter
- 2008 : Repo! The Genetic Opera de Darren Lynn Bousman
- 2008 : Saw 5 (Saw V) de David Hackl
- 2009 : Saw 6 (Saw VI) de Kevin Greutert
- 2010 : Saw 3D : Chapitre final (Saw 3D) de Kevin Greutert
- 2012 : Anger Management (série télévisée)